# Hendrik Consciencelaan
De Hendrik Consciencelaan is een boulevard in het West-Bruggekwartier van Brugge. De Hendrik Consciencelaan loopt van de Boeveriepoort en de Boeveriestraat tot aan de Smedenpoort en de Smedenstraat. In het verlengde ligt de Guido Gezellelaan.

## Geschiedenis
In het laatste kwart van de negentiende eeuw werd werk gemaakt van de heraanleg van de Brugse vesten. Naast de vestingen zelf, werd op sommige plaatsen een brede straat of boulevard aangelegd. Aan het gedeelte tussen de Boeveriepoort en de Smedenpoort gaf men de naam Hendrik Conscience.
De schrijver was pas een maand overleden toen het Brugse stadsbestuur besloot hem te eren door zijn naam aan de nieuw ontworpen boulevard te geven. Hij had veertig jaar eerder met zijn De leeuw van Vlaanderen veel gedaan voor de reputatie van Brugge, als strijdlustige stad voor de onafhankelijkheid van het graafschap Vlaanderen. Het vestinggedeelte bleef men in het spraakgebruik Boeverievest noemen. De huizen langs de bebouwde kant van de straat waren nieuw. Enerzijds werden een ganse reeks godshuizen gebouwd, anderzijds kwamen er nieuwe burgerhuizen.

## Bekende bewoners
- Kanunnik Adolf Duclos bouwde er een neogotische woning.
- François-Auguste Mouzon

## Boeverievest
Tot aan de naamwijziging in 1883 heetten de promenade en de weg die van de Begijnenvest tot aan de Smedenpoort liepen, de Boeverievest. De naam is verdwenen voor de Hendrik Consciencelaan en komt niet meer voor onder de straatnamen. Het oude waterhuis moet men thans situeren in de Hendrik Consciencelaan, maar ze staat in feite op de Boeverievest. Er is nog altijd een Buiten Boeverievest aan de overkant van de gracht.

## Literatuur

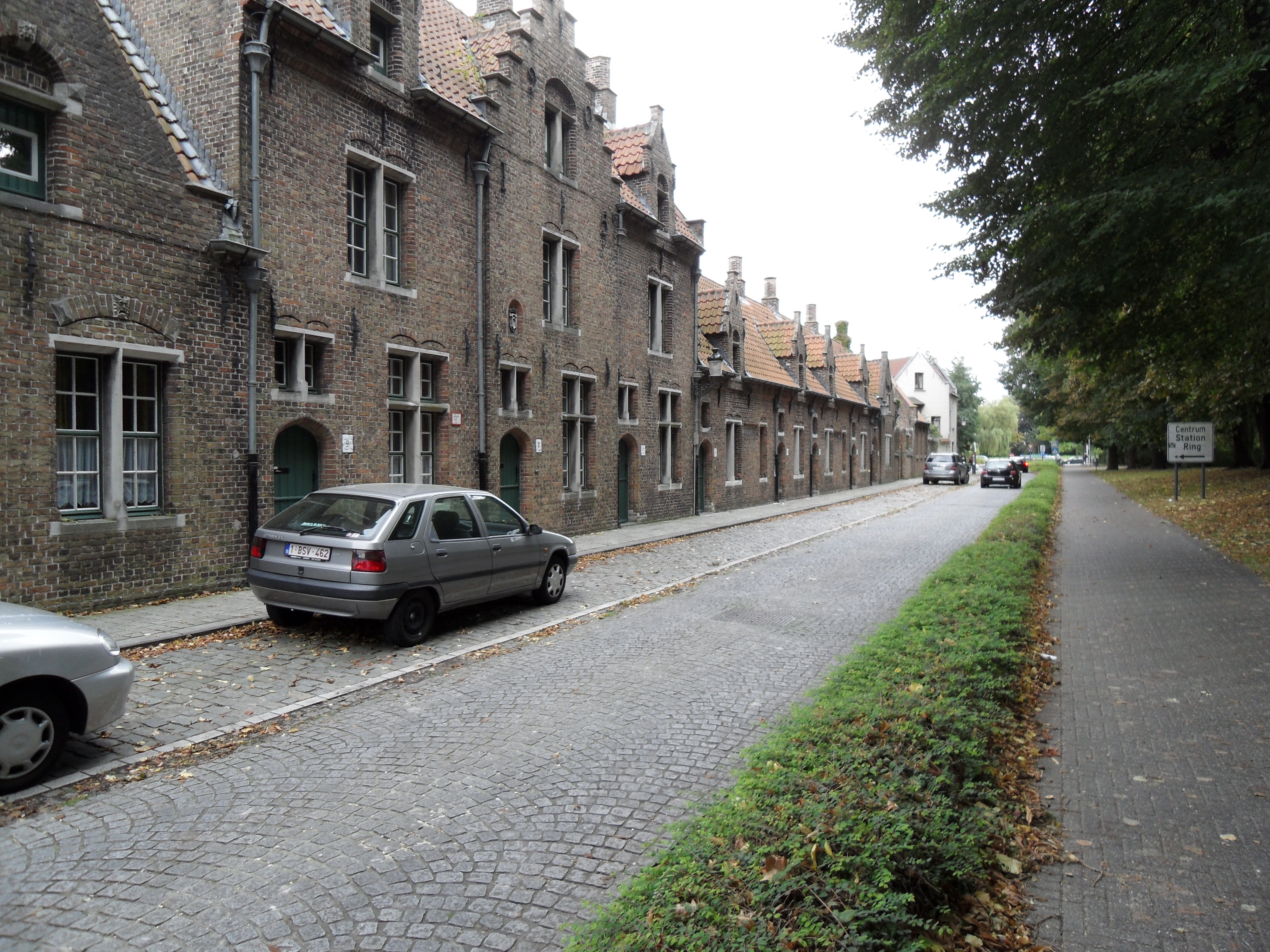
Een reeks godshuizen langs de Hendrik Consciencelaan
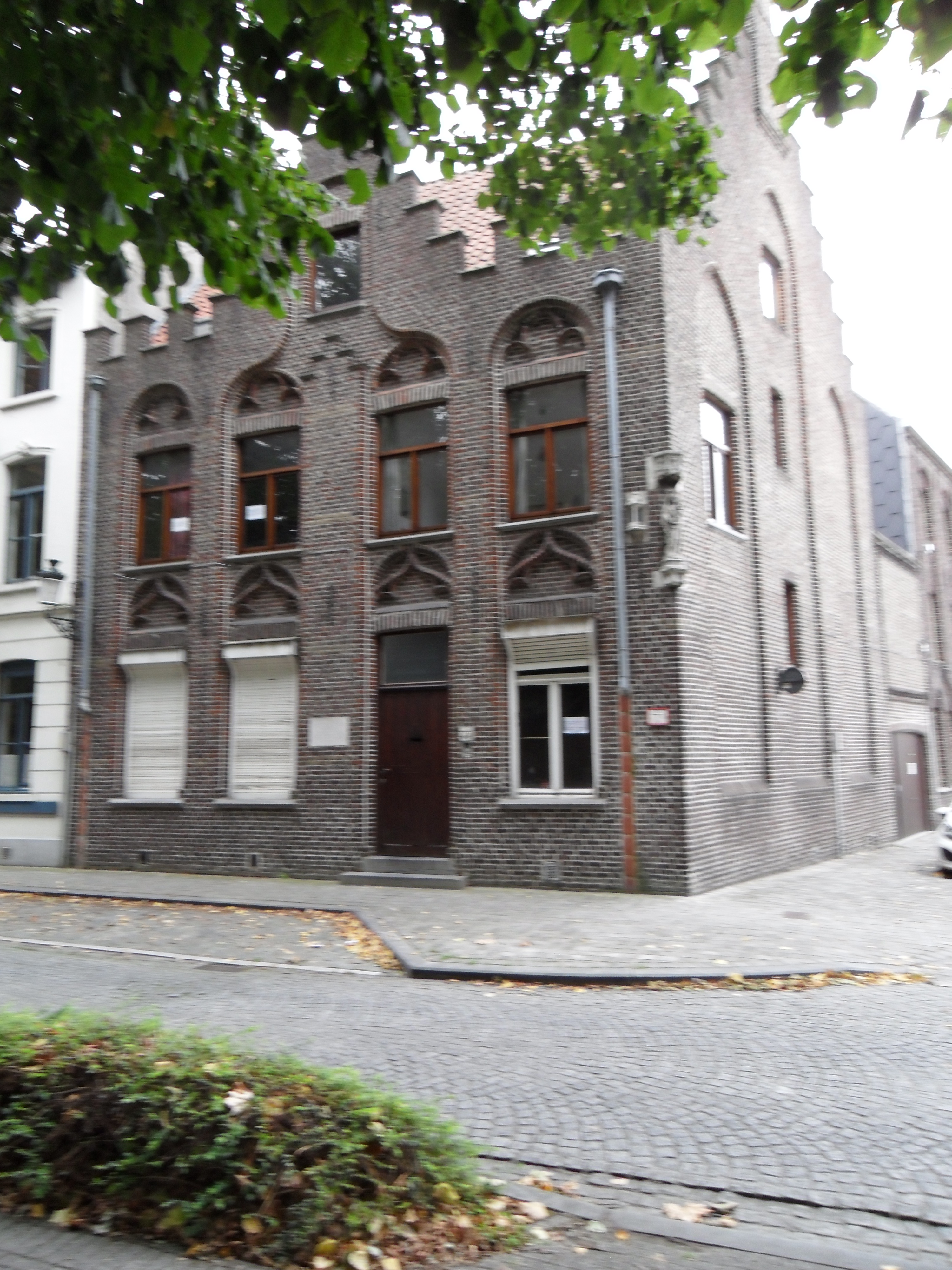
Het huis gebouwd door kanunnik Adolf Duclos